# 볼락
볼락(Sebastes inermis, 영어: dark-banded rockfish)는 페르카목 쏨뱅이과에 속하는 조기어류의 일종이다. 몸길이 20-30cm이다.

## 개요
눈은 주둥이보다 길고, 앞쪽 밑에 예리한 가시가 두 개 있다. 꼬리지느러미의 뒷가장자리는 둥글거나 뭉툭하다. 몸은 회갈색이고, 5-6줄의 검은색의 불명료한 가로띠가 있다. 난태생 물고기로 1년이면 8-9cm, 2년이면 13cm, 5년이 되면 19-20cm가 되고, 가장 큰 것은 30cm 정도가 된다.

## 생식
교미기는 11-1월이며, 수컷은 항문 바로 뒤에 교접기를 가진다. 한 쌍의 암수가 몸을 세운 상태로 배를 서로 붙여 교미한다. 정자는 난소강에 들어가서 알이 성숙하는 것을 기다려 수정한다. 포란수는 2년된 물고기는 5,000-9,000개이고, 3년된 물고기는 3만 개이다. 교미 후 1개월 정도 난바다에 나가 한꺼번에 자어(仔魚)를 낳는다. 자어는 길이 5mm 정도로 부유생활을 하며, 작은 갑각류를 먹는다.

## 생활
4-6개월이 되면 2-6cm의 치어(稚魚)들이 해조가 많이 난 곳에 나타나서 여름부터 가을에 걸쳐 바다밑 생활을 한다. 겨울에는 몸길이가 6-11cm로 되고 난바다의 암초지역으로 이동한다. 성어는 암초지역을 좋아하며 물고기·오징어·새우·게 등을 잡아먹는다. 새끼는 주로 낮에 활동하고 어미는 밤에 활동한다.
볼락이 한 장소에서 군집할 경우, 저층에서 표층으로 갈수록 큰 볼락에서 작은 볼락 순으로 군집이 형성된다. 사는 장소에 따라 몸색깔이 노란색·붉은색·검은색 등으로 변화하여 각각 황볼락·홍볼락·흑볼락 등으로 불리기도 한다.